# أوجين دي راستينياك

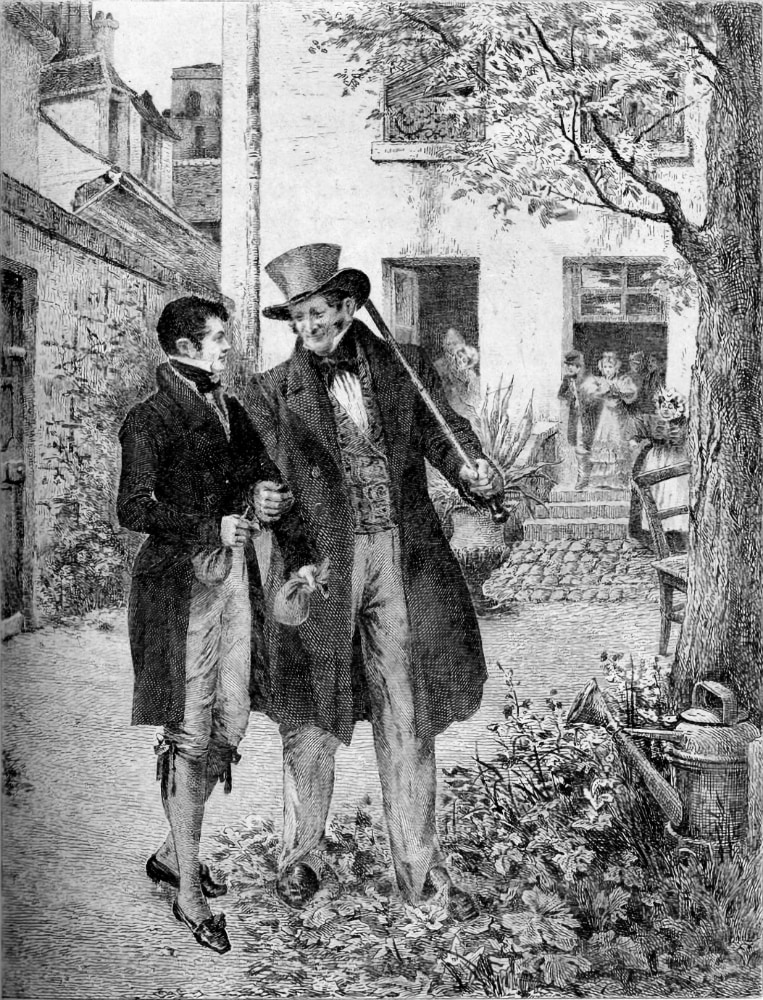
فوتران مع راستينياك في ساحة فندق فوكير

أوجين دي راستينياك هو شخص في روايات أونوريه دي بلزاك، حيث تبدأ مغامراته في الأب غوريو وسوف يستمر في عدد كبير من الروايات في الملهاة الإنسانية (سلسلة).
ترجع أصوله إلي أنغوليم ، وينتقل إلي باريس لدراسة القانون، وهو رجل طموح، يبحث عن «المجتمع الصالح» بعين متفاجئة، والتي ستوضح أن بإمكانه فعل أيشئ ليصل إلي ما يريد.